# Marijščina
Marijščina ali marijski jezik (staro ime čeremiški jezik) je ugrofinski jezik v Rusiji. Je uradni jezik v avtonomni republiki Marij Elu v okviru Ruske federacije. Pisava je prilagojena cirilica.
V Ruski federaciji živi približno 643.000 Marijcev, od katerih jih 81,9 % (527.000) govori marijščino kot materni jezik. Približno 55 % Marijcev živi v avtonomni republiki Marij Elu ob srednji Volgi, kjer predstavljajo 43,3 % prebivalstva (47 % je Rusov). Marijci poleg tega živijo še v avtonomnih republikah Baškiriji, Tatarstanu, Udmurtiji ter v oblasteh Gorki, Kirov, Sverdlovsk, Perm in Orenburg.

## Narečne skupine
Marijski jezik ima tri glavna narečja:
- dolnjemarijsko (olik-mari): na levi strani Volge
- gornjemarijsko (kurku-mari): v višavjih na obeh straneh Volge
- vzhodnomarijsko (üpö-mari): v republiki Baškiriji; govorijo ga potomci Marijcev, ki so se v 18. stoletju izselili v Baškirijo.

Danes ima marijski jezik dva knjižna standarda:
- dolnjemarijski (vključuje tudi vzhdonomarijski govor)
- gornjemarijski